# Roi
«Roi» (укр. Король) — пісня французького співака Білаля Ассані, з якою він представляв Францію на Пісенному конкурсі Євробаченні 2019 року в Тель-Авіві, Ізраїль, де посів 16 місце. Реліз відбувся 11 січня 2019 через Low Wood. Пісня була написана самим Ассані, а також Madame Monsieur, представниками Франції на Євробаченні 2018, та Меделін.

## Участь у Євробаченні

### Destination Eurovision 2019
Представник Франції для Пісенного конкурсу Євробачення 2019 був обраний шляхом національного відбору Destination Eurovision 2019. 6 грудня 2018 року був оголошений список учасників, серед яких був і Білаль Ассані зі своєю піснею «Roi».
12 січня 2019 року співак виступив у першому півфіналі відбору, де виконав кавер на пісню «Carmen» та фінішував першим з 58 балами від журі та 57 балами від телеглядачів. У фіналі Destination Eurovision 2019, що відбувся 29 січні 2019 року, Ассані виконав кавер-версію пісні «Fuego» співачки Елені Фурейри, яка представляла Кіпр на Євробаченні 2018. У підсумку, Білаль Ассані став переможцем національного відбору Франції зі піснею «Roi». Співак отримав 50 балів від журі (5-те місце з 8-ми) та 150 балів від телеглядачів (1 місце).

### Євробачення
Франція, як країна Великої П'ятірки на Євробаченні, є автоматичною фіналісткою. Тому 18 травня 2019 року Білаль Ассані виступив під 21 номером зі своєю піснею «Roi» у фіналі Пісенного конкурсу Євробачення 2019, що пройшов у Ізраїлі. Співак отримав 105 балів, з яких 67 від професійного журі й 38 від телеглядачів, що принесли Франції загальне 16-те місце у фіналі.